# バーリ空港
バーリ空港又はカロル・ヴォイティワ国際空港（イタリア語: Aeroporto di Bari）(IATA:BRI, ICAO: LIBD)はイタリア南部プーリア州バーリ中心部から北西8kmにある国際空港である。また、近隣の地域名にちなんだパレーゼ・マッキエ空港（イタリア語: Aeroporto di Palese Macchie)の名称でも知られている。
バーリ空港は2005年から2006年にかけて施設改良が行われ、4本の搭乗橋を備えた新空港旅客ターミナル施設や新管制塔、立体駐車施設が開業している。2007年には旅客数は前年比20%増加し、2,368,313人の旅客が空港を利用した。

## 歴史
バーリ空港はもともとはバーリ郊外に位置する軍の空港であった。1960年代、民間機の運用が開始されアリタリア航空が定期便として、ローマ、カターニア、パレルモ、アンコーナ、ヴェネツィアのそれぞれの区間で運航を開始した。その後、ATI航空がフォッカー F27を使用し引き継いだ。
ATI航空がDC-9-30を導入する時、新しい滑走路を設置する必要が出てきたが、軍の施設はまだ旅客ターミナルとして使用されていた。1981年もともと貨物施設して使う予定の新しい建物が完成したが、事実上その建物が新しい旅客ターミナルとなる。1990年、1990 FIFAワールドカップ開催時滑走路は拡張され旅客ターミナルも改良された。2000年にはさらに改修が行われている。しかしながら、空港の処理能力が限界に達し、2002年には新旅客ターミナルが着工された。同時期、駐機場や滑走路の拡張も行われている。2005年、新旅客ターミナルが開業している。

## 就航路線
- アリタリア航空（ミラノ・リナーテ国際空港、ミラノ・マルペンサ国際空港、フィウミチーノ空港）
- ブリティッシュ・エアウェイズ（ガトウィック空港）2009年4月2日就航
- Carpatair（トライアン・ヴイア国際空港）
- イージージェット（ミラノ・マルペンサ国際空港、フィウミチーノ空港）
- マイエア（アムステルダム・スキポール空港、アテネ国際空港、バルセロナ・エル・プラット国際空港、ブリュッセル国際空港、ブカレスト・バネアサ空港、ジェノバ空港、アドルフォ・スアレス・マドリード＝バラハス空港、シャルル・ド・ゴール国際空港）
- ライアンエアー（ボローニャ空港 3月30日就航、フランクフルト・ハーン空港、ロンドン・スタンステッド空港、マルタ国際空港、ミラン・オリオ・アル・セリオ空港 (ベルガモ)、ピサ空港）
- TUIfly（ケルン・ボン空港、ミュンヘン国際空港、シュトゥットガルト空港）